# Seb Hines
Seb Hines (Leeds, 29 maggio 1988) è un allenatore di calcio ed ex calciatore inglese, di ruolo difensore, tecnico dell'Orlando Pride.

## Carriera

### Allenatore
Nel 2018, dopo il ritiro come giocatore, Hines rimase all'Orlando City, entrando nello staff tecnico dell'Orlando City Youth Soccer. Nello stesso anno entrò nello staff tecnico dell'Orlando Pride, franchigia partecipante alla National Women's Soccer League, come assistente volontario dell'allenatore Tom Sermanni. Nel 2020 venne nominato vice allenatore dell'Orlando Pride. Il 7 giugno 2022 divenne allenatore ad interim dell'Orlando Pride dopo la sospensione dell'allenatrice Amanda Cromwell. Dopo aver conseguito la licenza A della USSF, l'11 novembre successivo venne promosso ad allenatore a tempo pieno della squadra, diventando anche il primo allenatore afroamericano nella storia della NWSL. Nel 2024 guidò la squadra in una stagione storica per il club, che vinse i suoi primi trofei con la conquista del NWSL Shield, dopo aver concluso la stagione regolare al primo posto, e la vittoria dei play-off. Hines venne nominato migliore allenatore della stagione 2024 di NWSL.

## Palmarès

### Allenatore

#### Club
- National Women's Soccer League: 1

Orlando Pride: 2024
- NWSL Shield: 1

Orlando Pride: 2024

#### Individuale
- Miglior allenatore della NWSL: 1

Orlando Pride: 2024